# Typ MIME
Media type, typ MIME, Content-Type – dwuczęściowy identyfikator formatu danych przesyłanych w Internecie. Oryginalnie zdefiniowany w RFC 2046 ↓ do użycia w ramach nagłówków poczty elektronicznej. Z czasem rozprzestrzenił się na inne zastosowania i protokoły jak HTTP czy SIP. Rolą tego nagłówka jest umożliwienie programowi użytkownika dobrania odpowiedniego programu potrafiącego obsłużyć przesłany przez serwer zasób.
Podstawowa forma identyfikatora składa się z dwóch części: typu i podtypu rozdzielonych znakiem ukośnika, którym mogą towarzyszyć opcjonalne parametry. Podtypy typu text posiadają np. opcjonalny parametr charset używany do wskazania kodowania znaków, a podtypy dla multipart często definiują parametr boundary jako separator poszczególnych części. Typy lub podtypy zaczynające się od „x-” są traktowane jako niestandardowe i jako takie nie są rejestrowane w Internet Assigned Numbers Authority (IANA). Podtypy zaczynające się od vnd. należą do prywatnych rozszerzeń dostawców.

## Przykłady popularnych typów
IANA utrzymuje rejestr identyfikatorów typów wraz z rejestrem identyfikatorów kodowań znaków. Lista ta jest dostępna w Internecie.
Przykłady:
- Typ text – dane tekstowe czytelne dla człowieka:
  - text/plain – prosty tekst[5][6],
  - text/css – kaskadowy arkusz stylów[7],
  - text/html – HTML, język opisu stron hipertekstowych[8],
  - text/xml – XML, rozszerzalny język znaczników[9],
- Typ application – pliki specyficzne dla programów:
  - application/octet-stream – dowolny strumień bajtów. Jest to „domyślny” typ używany często do oznaczenia plików wykonywalnych, plików nieznanego typu lub plików, które powinny być pobrane protokołem nie obsługującym odpowiednika nagłówka „content disposition”. RFC 2046 ↓ definiuje ten typ jako typ awaryjny dla wszelkich nierozpoznanych podtypów[5].
  - application/javascript – kod języka JavaScript (oryginalnie text/javascript obecnie przestarzały)[10],
  - application/json – JSON, obiektowa notacja JavaScript[11],
  - application/ogg – Ogg, kontener multimedialny[12],
  - application/xhtml+xml – XHTML[13],
- Typ audio – dane audio:
  - audio/mpeg – format MP3 lub inny MPEG audio[14],
  - audio/x-ms-wma – Windows Media Audio firmy Microsoft (MS)[15],
  - audio/x-wav – WAV audio, przykład typu prywatnego z prefiksem x-,

- Typ image – obrazy cyfrowe:
  - image/gif – obraz GIF[5],
  - image/jpeg – obraz JPEG JFIF[5],
  - image/png – obraz PNG, zarejestrowany w IANA[16],
  - image/tiff – obraz TIFF[17],
  - image/vnd.microsoft.icon – obraz ICO, zarejestrowany przez firmę MS[18],

- Typ multipart – archiwa i inne obiekty składające się z więcej niż jednej części:
  - multipart/mixed – MIME e-mail[19],
  - multipart/alternative – MIME e-mail[19],
  - multipart/related – MIME e-mail, używany także do generowania archiwów MHTML, zapisujących stronę WWW w postaci jednego pliku[20],

- Typ video – formaty wideo:
  - video/mpeg – wideo w formacie MPEG-1[5],
  - video/mp4 – wideo w formacie MP4[21],
  - video/quicktime – wideo w formacie QuickTime, zarejestrowane przez firmę Apple[22],
  - video/x-ms-wmv – Windows Media Video firmy MS[23].